# Herminium ecalcaratum
Herminium ecalcaratum är en orkidéart som först beskrevs av Achille Eugène Finet, och fick sitt nu gällande namn av Rudolf Schlechter. Herminium ecalcaratum ingår i släktet honungsblomstersläktet, och familjen orkidéer. Inga underarter finns listade i Catalogue of Life.